# 188
Năm 188 là một năm trong lịch Julius. 